# Peter Podhradský
Peter Podhradský (ur. 10 grudnia 1979 w Bratysławie) – słowacki hokeista, reprezentant Słowacji.

## Kariera
- Slovan Bratysława (1998-2000)
  -  HK Trnava (1998-1999)
- Cincinnati Mighty Ducks (2000-2003)
- HC Pardubice (2003-2004)
- Bílí tygři Liberec (2004)
- HC Oceláři Trzyniec (2004-2005)
- MsHK Žilina (2005)
- Frankfurt Lions (2006-2007)
- Mietałłurg Nowokuźnieck (2007-2008)
- Torpedo Niżny Nowogród (2008-2009)
- Barys Astana (2009-2010)
- Dynama Mińsk (2010-2012)
  -  Mietałłurg Magnitogorsk (2011)
- Donbas Donieck (2012-2014)
- Łada Togliatti (2014-2015)
- HK Nitra (2015-)

Od maja 2012 zawodnik Donbasu Donieck. W kwietniu 2014 przedłużył kontrakt o dwa lata. Od sierpnia 2014 zawodnik Łady Togliatti. Od września 2015 zawodnik HK Nitra.
Uczestniczył w turniejach mistrzostw świata w 2000, 2007, 2008, 2011.

## Sukcesy
Reprezentacyjne
- Brązowy medal mistrzostw świata juniorów do lat 20: 1999
- Srebrny medal mistrzostw świata: 2000

Klubowe
- Puchar Kontynentalny: 2013 z Donbasem
- Złoty medal mistrzostw Słowacji: 2016 z HK Nitra

Indywidualne
- Ekstraliga słowacka 2005/2006:
  - Skład gwiazd
- Sezon KHL (2008/2009):
  - Najlepszy obrońca miesiąca luty 2009
  - Pierwsze miejsce w klasyfikacji asystentów wśród obrońców w sezonie zasadniczym: 32 asysty
  - Drugie miejsce w klasyfikacji kanadyjskiej wśród obrońców w sezonie zasadniczym: 38 punktów
- Sezon KHL (2010/2011):
  - Mecz Gwiazd KHL
  - Piąte miejsce w klasyfikacji asystentów wśród obrońców w fazie play-off: 6 asyst
  - Piąte miejsce w klasyfikacji kanadyjskiej wśród obrońców w fazie play-off: 8 punktów